# Gymel
Dans la musique médiévale, le gymel est un procédé d'écriture polyphonique primitif consistant en l'adjonction d'une seconde voix parallèle à la tierce ou à la sixte inférieure. C'est en quelque sorte le pendant de l'organum dans le domaine des tierces et des sixtes.
Les premiers témoignages écrits de cette pratique venue d'Angleterre datent du XIIe siècle. Alors que dans le reste de l'Europe les seuls intervalles harmoniques considérés comme consonants sont l'octave, la quarte et la quinte — base de l'organum précité —, le procédé du gymel semble être à l'origine de l'introduction des tierces et des sixtes dans la polyphonie occidentale.
À partir du XIIIe siècle, ces intervalles — jusque-là considérés comme dissonants — sont progressivement adoptés comme consonances imparfaites, notamment dans le conduit et le motet.